# یوری تارماک
یوری تارماک (استونیایی: Jüri Tarmak؛ زادهٔ ۲۱ ژوئیه ۱۹۴۶) ورزشکار پرش ارتفاع استونیایی‌تبار اهل اتحاد جماهیر شوروی سوسیالیستی بود.
وی در مسابقات کشوری و بین‌المللی در مجموع برندهٔ ۱ مدال طلا، ۱ مدال نقره، ۱ مدال برنز شده‌است.